# Enmiendas a la Constitución de Rusia de 2020

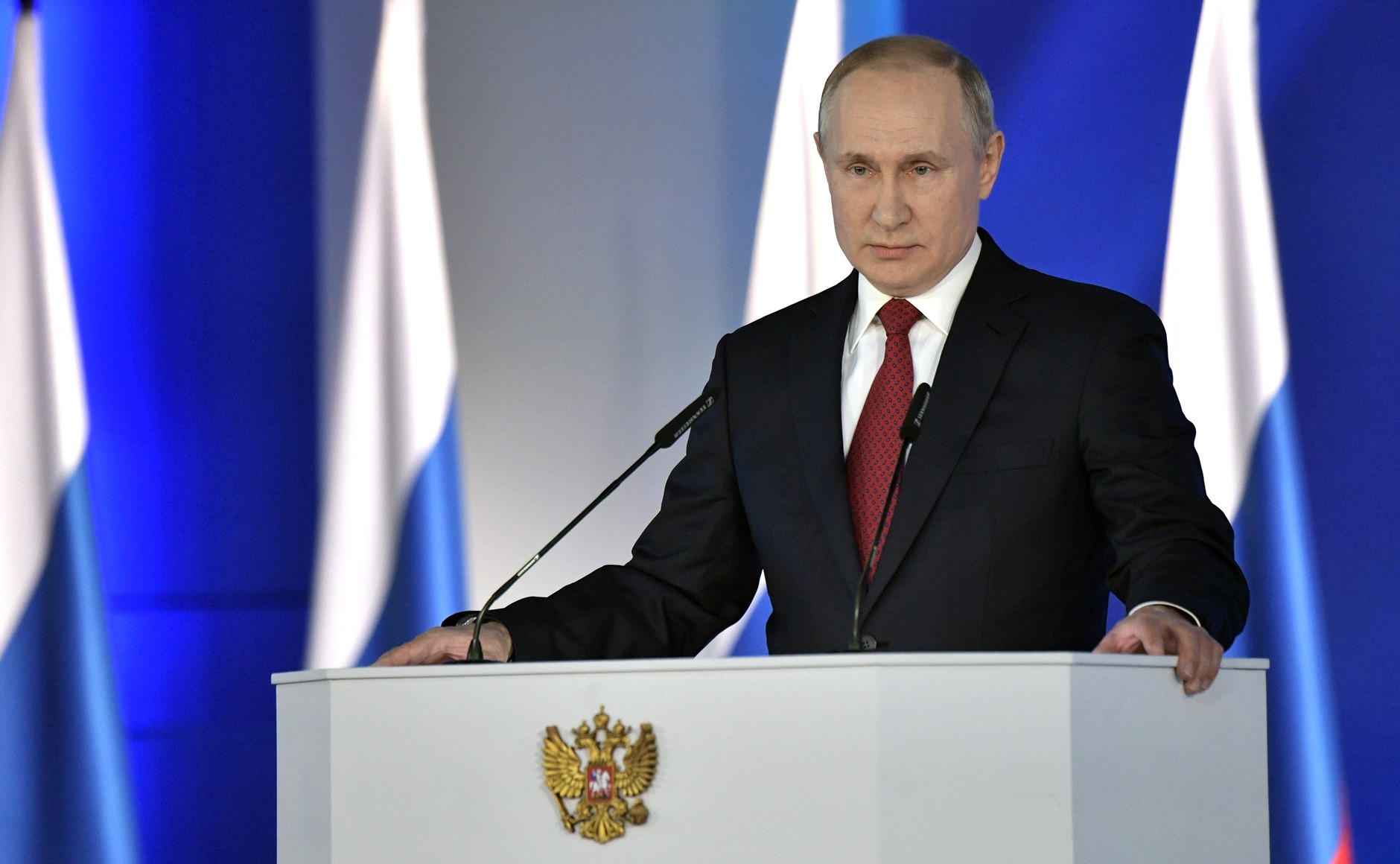
Mensaje del Presidente Vladímir Putin a la Asamblea Federal.

Las enmiendas a la Constitución de Rusia de 2020, que se propusieron en enero de 2020, son las segundas enmiendas sustanciales a la Constitución de Rusia de 1993. Para introducir estas enmiendas, el presidente de Rusia Vladímir Putin, celebró una "votación popular" y no un referéndum constitucional. Fueron aprobadas el 1 de julio del mismo año por un voto popular impugnado.
Las enmiendas tienen un amplio impacto, incluida la ampliación de los límites del mandato presidencial, lo que permite al presidente despedir a los jueces federales y promover el matrimonio natural entre un hombre y una mujer. Putin firmó una orden ejecutiva el 3 de julio de 2020 para insertar oficialmente las enmiendas en la Constitución rusa, que entraron en vigencia al día siguiente.

## Historia
Desde la ratificación de la Constitución en 1993, solo se han propuesto tres enmiendas. En 2008, con el fin de prolongar los mandatos presidenciales y de la Duma del Estado, así como imponer un informe anual del Primer Ministro para los miembros de la Duma, se modificaron cuatro artículos. A principios de 2014, se ratificaron ocho enmiendas más y se retiró una, lo que resultó en la abolición de la Corte Suprema de Arbitraje y el ajuste de la asignación de fiscales. En el verano de 2014, se cambiaron dos artículos más para permitir al Presidente elegir hasta el 10 % (17 miembros) del Consejo de la Federación.
El presidente Vladímir Putin hizo una nueva propuesta durante su discurso anual ante la Asamblea Federal el 15 de enero de 2020.
De acuerdo con los artículos 136 y 108, las enmiendas a las disposiciones de los capítulos 3 a 8 requieren la misma aprobación que una ley constitucional federal, es decir, un voto de la supermayoría de dos tercios en la Duma Estatal, la cámara baja y el voto de tres cuartos de la supermayoría en el Consejo de la Federación, la cámara alta, entrando en vigencia al ser aprobadas por los parlamentos regionales de no menos de dos tercios de los 85 sujetos federales.
El Presidente presentó formalmente el proyecto de ley a la Duma del Estado el 20 de enero. El 11 de marzo de 2020, la Duma del Estado aprobó rápidamente la propuesta en tercera lectura sin objeciones. Para el 13 de marzo de 2020, las asambleas legislativas de los 85 sujetos federales aprobaron enmiendas a la Constitución. El 16 de marzo la Corte Constitucional de Rusia dio su aprobación a las enmiendas.

## Enmiendas propuestas
En 2020 se reescribieron 41 artículos y se agregaron cinco más. Excluyendo los capítulos primero, segundo y noveno, que solo se pueden cambiar convocando a una Asamblea Constituyente y desarrollando una nueva Constitución, se modificó alrededor del 60% de los artículos, lo que significa un cambio significativo en un sistema político que ha existido durante más de veinticinco años. Las enmiendas principales se centran en cómo se distribuye el poder entre las ramas del gobierno: abandonar el sistema superpresidencial que se estableció en 1993 y simultáneamente crear uno nuevo basado en el principio de controles y equilibrios.
En general, se proponen las siguientes enmiendas:
- Elimina la cláusula «consecutiva» del artículo que regula el número máximo de mandatos presidenciales, descontando los mandatos presidenciales anteriores antes de que la enmienda entre en vigor.
- Anula el número de mandatos presidenciales cumplidos por el actual presidente (Vladímir Putin) o el expresidente (Dmitri Medvédev) para permitir que sirva su primer mandato si es elegido para la presidencia en 2024.
- La Constitución rusa debe tener prioridad sobre el derecho internacional;
- La Duma Estatal (la cámara baja del Parlamento) deberá tener derecho a aprobar la candidatura del primer ministro (actualmente solo da su consentimiento para su nombramiento), la Duma del Estado también podrá aprobar a los candidatos de vice primeros ministros y ministros federales, el presidente no podrá rechazar su nombramiento, pero en algunos casos podrá destituirlos de su cargo;
- Las personas que ocupan "cargos importantes para garantizar la seguridad del país" (presidente, ministros, jueces, jefes de región) no deben tener ciudadanía extranjera o permiso de residencia en otros países, ni en el momento de su trabajo en el cargo ni, en el caso del presidente, en cualquier momento antes;
- Un candidato presidencial debe vivir en Rusia durante al menos 25 años (actualmente 10 años) y puede que nunca en su vida haya tenido ciudadanía o residencia extranjera (sin posibilidad de renunciar a la ciudadanía extranjera para ser elegible para ser presidente);
- El Consejo de la Federación (la cámara alta del Parlamento) podrá proponer que el presidente destituya a los jueces federales; en algunos casos, el Consejo de la Federación, a propuesta del Presidente, tendrá derecho a destituir a los jueces de la Corte constitucional y la Corte suprema;
- Los ministros particulares que son los jefes de los organismos encargados de hacer cumplir la ley deben ser nombrados por el presidente en consulta con el Consejo de la Federación;
- El salario mínimo no puede ser inferior al mínimo de subsistencia;
- Clasificación regular de pensiones;
- Consolidación del estado y el papel del Consejo de Estado (actualmente es solo un órgano consultivo y no está prescrito en la Constitución);
- Conceder al Tribunal Constitucional la capacidad de verificar la constitucionalidad de las leyes adoptadas por la Asamblea Federal de la Federación de Rusia a solicitud del Presidente antes de que sean firmadas por el presidente;
- Definir el matrimonio natural como una relación entre un hombre y una mujer.[8]

Junto con la redistribución de las iniciativas de poder, el primer borrador incluyó un par de enmiendas dirigidas social y económicamente. Precisamente, Putin ha sugerido regularizar el salario mínimo para estar por encima de la línea de pobreza y garantizar el aumento anual de los pagos de pensiones. Las enmiendas de este bloque fueron desarrolladas por un grupo especial compuesto por miembros del parlamento, científicos y representantes públicos. Como resultado de su trabajo, la Constitución se complementó con artículos que imponían una actitud distintiva del gobierno hacia cuestiones como la salud pública, la ciencia, la cultura, el trabajo voluntario y los jóvenes. Además de eso, las enmiendas presentan un par de innovaciones, como ver el idioma ruso como un "idioma constitutivo del estado", proteger la "verdad histórica" y mencionar la fe en Dios con respecto a la herencia ancestral. La mayoría de estas enmiendas no son nuevas y solo duplican las normas que ya se mencionan en las leyes federales.

## Promulgación

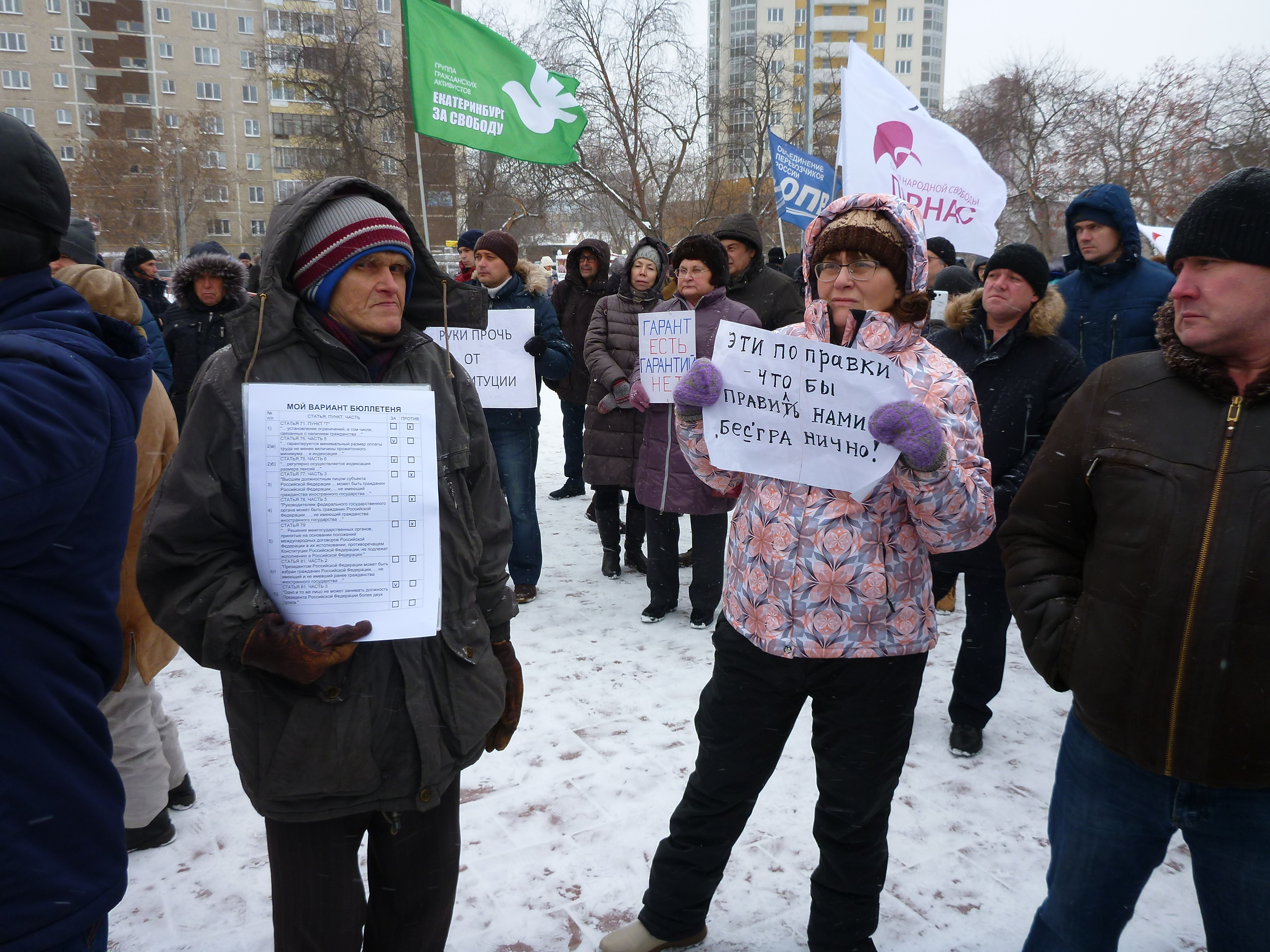
Un activista por las enmiendas y un activista contra las enmiendas a la Constitución de Rusia el 1 de febrero de 2020.

Inicialmente las enmiendas se iban a someter a votación popular para abril de 2020, pero luego se aplazaron debido a la pandemia de COVID-19. Se reprogramaron para el 1 de julio (se permitió la votación anticipada a partir del 25 de junio).
El procedimiento de votación ya se decidió durante el proceso de desarrollo. El procedimiento aprobado es notablemente diferente de una votación regular o un referéndum: solo un mes de preparación en lugar de 90-100 días; los observadores solo pueden ser de las cámaras públicas, que están formadas por autoridades federales y regionales; "Informar al público" sobre el contenido de las enmiendas en lugar de la agitación; sin participación mínima de votantes; y opción de votación en línea.